# Frauen-Volleyballnationalmannschaft der Demokratischen Republik Kongo
Die Frauen-Volleyballnationalmannschaft der Demokratischen Republik Kongo ist die Auswahl von Volleyballspielern der Demokratischen Republik Kongo, welche die Fédération de Volley-Ball du Congo (FEV/OCO) auf internationaler Ebene, beispielsweise in Freundschaftsspielen gegen die Auswahlmannschaften anderer nationaler Verbände, aber auch bei internationalen Wettbewerben repräsentiert. 1964 trat der nationale Verband dem Weltverband Fédération Internationale de Volleyball (FIVB) bei. Im August 2012 wurde die Mannschaft auf Platz 112 der Weltrangliste geführt.

## Internationale Wettbewerbe

### Die Demokratische Republik Kongo bei Weltmeisterschaften
Die Mannschaft konnte sich bisher nicht für eine Weltmeisterschaft qualifizieren.

### Die Demokratische Republik Kongo bei Olympischen Spielen
Bisher gelang es der Mannschaft nicht, sich für die olympischen Wettbewerbe zu qualifizieren.

### Die Demokratische Republik Kongo bei Afrikameisterschaften
Die Mannschaft kann bisher zwei Teilnahmen an der Afrikameisterschaft vorweisen:
| - 1976: nicht qualifiziert - 1985: nicht qualifiziert - 1987: nicht qualifiziert - 1989: nicht qualifiziert - 1991: 6. Platz - 1993: nicht qualifiziert - 1995: nicht qualifiziert - 1997: nicht qualifiziert | - 1999: nicht qualifiziert - 2001: nicht qualifiziert - 2003: 7. Platz - 2005: nicht qualifiziert - 2007: nicht qualifiziert - 2009: nicht qualifiziert - 2011: nicht qualifiziert |

### Die Demokratische Republik Kongo bei den Afrikaspielen
Die Frauen-Volleyballnationalmannschaft der Demokratischen Republik Kongo nahm bisher zwei Mal an den Wettbewerben der Afrikaspiele teil: Das Ergebnis von 1991 ist nicht bekannt, 2007 trat die Mannschaft nicht an.

### Die Demokratische Republik Kongo beim World Cup
Die Demokratische Republik Kongo kann bisher keine Teilnahme am World Cup – dem Qualifikationsturnier für die Olympischen Spiele – vorweisen.

### Die Demokratische Republik Kongo beim World Grand Prix
Der World Grand Prix fand bisher ohne Beteiligung der Demokratischen Republik Kongo statt.